# Wereldkampioenschap shorttrack 2009 (individueel)
Het Wereldkampioenschap shorttrack 2009 is een schaatswedstrijd die van 6 t/m 8 maart gehouden werd in Wenen (Oostenrijk).
Er waren in het totaal tien wereldtitels te vergeven. Voor zowel de mannen als de vrouwen ging het om de 500 meter, de 1000 meter, de 1500 meter, het allroundklassement, en de aflossing. Het allroundklassement bij de mannen werd gewonnen door de Zuid-Koreaan Lee Ho-suk, bij de vrouwen won de Chinese Wang Meng de vierkamp.

## Medailles

### Mannen
| Onderdeel         | Goud | Goud                                                    | Zilver | Zilver                                           | Brons | Brons                                                               |
| ----------------- | ---- | ------------------------------------------------------- | ------ | ------------------------------------------------ | ----- | ------------------------------------------------------------------- |
| 500m              | CAN  | Charles Hamelin                                         | KOR    | Kwak Yoon-gy                                     | CAN   | Olivier Jean                                                        |
| 1000m             | KOR  | Lee Ho-suk                                              | USA    | Apolo Anton Ohno                                 | USA   | John Celski                                                         |
| 1500m             | KOR  | Lee Ho-suk                                              | KOR    | Kwak Yoon-gy                                     | USA   | John Celski                                                         |
| 3000m superfinale | USA  | John Celski                                             | KOR    | Lee Ho-suk                                       | CAN   | Charles Hamelin                                                     |
| Klassement        | KOR  | Lee Ho-suk                                              | USA    | John Celski                                      | CAN   | Charles Hamelin                                                     |
| Aflossing         | USA  | John Celski Ryan Bedford Jordan Malone Apolo Anton Ohno | CHN    | Han Jialiang Song Weilong Liu Xianwei Sui Bao Ku | JPN   | Takahiro Fujimoto Fumihiko Kakubari Satoshi Sakashita Yuzo Takamido |

### Vrouwen
| Onderdeel         | Goud | Goud                                      | Zilver | Zilver                                               | Brons | Brons                                                       |
| ----------------- | ---- | ----------------------------------------- | ------ | ---------------------------------------------------- | ----- | ----------------------------------------------------------- |
| 500m              | CHN  | Wang Meng                                 | CHN    | Liu Qiuhong                                          | CAN   | Jessica Gregg                                               |
| 1000m             | CHN  | Wang Meng                                 | KOR    | Kim Min-jung                                         | KOR   | Shin Sae-bom                                                |
| 1500m             | KOR  | Kim Min-jung                              | CHN    | Zhou Yang                                            | KOR   | Shin Sae-bom                                                |
| 3000m superfinale | CHN  | Zhou Yang                                 | KOR    | Kim Min-jung                                         | KOR   | Shin Sae-bom                                                |
| Klassement        | CHN  | Wang Meng                                 | KOR    | Kim Min-jung                                         | CHN   | Zhou Yang                                                   |
| Aflossing         | CHN  | Wang Meng Zhou Yang Zhang Hui Liu Qiuhong | KOR    | Kim Min-jung Jung Ba-ra Shin Sae-bom Yang Shin-young | CAN   | Valérie Maltais Kalyna Roberge Jessica Gregg Jessica Hewitt |

### Medailleklassement
| Plaats | Land             | Goud | Zilver | Brons | Totaal |
| 1      | Zuid-Korea       | 4    | 5      | 2     | 11     |
| 2      | China            | 4    | 3      | 1     | 8      |
| 3      | Verenigde Staten | 1    | 2      | 2     | 5      |
| 4      | Canada           | 1    | 0      | 4     | 5      |
| 5      | Japan            | 0    | 0      | 1     | 1      |
| Totaal | Totaal           | 10   | 10     | 10    | 30     |

## Eindklassementen

### Mannen
| #      | Schaatser               | Land             | Punten |
| ------ | ----------------------- | ---------------- | ------ |
| Goud   | Lee Ho-suk              | Zuid-Korea       | 89     |
| Zilver | John Robert Celski      | Verenigde Staten | 65     |
| Brons  | Charles Hamelin         | Canada           | 47     |
| 4      | Kwak Yoon-gy            | Zuid-Korea       | 47     |
| 5      | Apolo Anton Ohno        | Verenigde Staten | 37     |
| 6      | Olivier Jean            | Canada           | 15     |
| 7      | François-Louis Tremblay | Canada           | 11     |
| 8      | Sui Bao Ku              | China            | 6      |
| 9      | Yuzo Takamido           | Japan            | 3      |
| 10     | Jeff Simon              | Verenigde Staten | 2      |

### Vrouwen
| #      | Schaatser         | Land             | Punten |
| ------ | ----------------- | ---------------- | ------ |
| Goud   | Wang Meng         | China            | 81     |
| Zilver | Kim Min-jung      | Zuid-Korea       | 76     |
| Brons  | Zhou Yang         | China            | 63     |
| 4      | Shin Sae-bom      | Zuid-Korea       | 31     |
| 5      | Liu Qiuhong       | China            | 16     |
| 6      | Jessica Gregg     | Canada           | 16     |
| 7      | Katherine Reutter | Verenigde Staten | 8      |
| 8      | Kimberly Derrick  | Verenigde Staten |        |
| 9      | Kateřina Novotná  | Tsjechië         |        |
| 10     | Kalyna Roberge    | Canada           |        |

## Organisatie
De organisatie ontving een subsidie van € 190.000 (waarvan € 100.000 in 2008 en € 90.000 in 2009) vanuit de federale overheid van Oostenrijk, in het kader van een subsidieregeling voor grote sportevenementen.